# Heinrich Ernst Wigand
Heinrich Ernst Wigand (* 13. Oktober 1758 in Korbach; † 3. Juni 1822 ebenda) war ein deutscher Jurist, Bürgermeister und Politiker.

## Leben
Wigand war der Sohn des Arztes Friedrich Ludwig Wigand (* 22. Februar 1727 (Taufe) in Korbach; † 27. März 1818 in Bergheim). Der Vater schloss das Medizinstudium in Jena 1749 mit der Promotion zum Dr. med. ab, war von 1749 bis 1754 Arzt in Brilon, 1754 bis 1759 Stadtphysikus in Korbach und 1759 Brunnenarzt und Stadtphysikus mit dem Titel Hofmedikus in Wildungen. 1767 wurde er Leibmedikus, 1769 Hofrat 1772 auch Landphysikus der Ämter Wildungen und Waldeck und 1802 Geheimer Hofrat.
Die Mutter war Maria Friederike geborene Kleinschmit (* 25. Dezember 1730 in Herbsen; † 20. August 1808 in Nieder-Wildungen) die Tochter des Gräflichen Hofrat zu Mengeringhausen Heinrich Ernst Kleinschmit und der Clara Elisabeth Stoecker.
Er war evangelisch und heiratete am 15. April 1803 in Korbach Ernestine Louisa (genannt Louise) Wilstach (* 1. April 1760 (Taufe) in Korbach), die Tochter des Bürgermeisters der Stadt Korbach Johann Henrich Conrad Wilstach und der Charlotte Margarete Schwellenberg. Die gemeinsame Tochter Marianne Philippine Henriette Friederike Caroline Luise heiratete 1828 den späteren Minister und Abgeordneten Friedrich Scheffer.
Wigand besuchte von 1769 bis 1770 das Landesgymnasium in Korbach und studierte dann von 1776/77 bis 1781 Rechtswissenschaften an der Universität Göttingen. 1780 legte er das Tentamen, 1781 das Examen ab. Nach dem Studium wurde er Advokat in Korbach. Von 1782 bis (1790) war er Stadtsekretär in Sachsenberg als Adjunkt von Johann Philipp Waldeck und (1708–1791) sowie 1800–1814 Landrichter des Amtes Eisenberg. Ab dem 4. August 1809 war er zugleich Hofgerichtsassessor am Hofgericht Korbach. Zum 10. Januar 1810 wurde er zum Hofrat befördert.
Im Jahr (1814) war er (Justiz- und Polizei-) Bürgermeister der Stadt Korbach. Als solcher war er vom 23. April bis (Sommer) 1814 Mitglied des Landstandes des Fürstentums Waldeck. In den Ständen war er erbitterter Gegner des Organisationsediktes. Unter anderem kritisierte der die darin vorgesehene Gleichstellung der Juden und weigerte sich als Bürgermeister auch, Simson Wittgenstein, den Vater von Jakob Wittgenstein zum Bürgereid zuzulassen.
Die Regierung reagierte auf seine oppositionelle Haltung durch Nichtberücksichtigung im Stellenplan. Danach intensivierte er die Opposition gegen das Organisationsedikt gemeinsam mit Carl Friedrich Freiherr von Dalwigk und war Mitautor der Beschwerdeschrift gegen das Edikt. Als „öffentlicher Unruhestifter“ wurde er ab etwa dem 11. Juni 1814 von den Verhandlungen mit den Vertretern des Fürsten, die schließlich zur Konvention vom 3. Juli 1814 führten, ausgeschlossen.
De er 1814 im Stellenplan des Organisationsedikts nicht berücksichtigt wurde, war er bis 1817 ohne Amt. Er arbeitete zunächst wieder unbezahlt im alten Amt und wurde am 12. April 1817 wieder Hofgerichtsrat in Korbach. 1819 wurde er als Hauseigentümer in Korbach genannt.